# Natação nos Jogos Pan-Americanos de 2015 - 400 m medley masculino
As competições dos 400 metros medley masculino da natação nos Jogos Pan-Americanos de 2015 foram realizadas em 16 de julho no Centro Aquático CIBC Pan e Parapan-Americano, em Toronto.

## Calendário
Horário local (UTC-4).
| Data        | Horário | Fase          |
| ----------- | ------- | ------------- |
| 16 de julho | 10:23   | Eliminatórias |
| 16 de julho | 19:31   | Final B       |
| 16 de julho | 19:40   | Final A       |

## Medalhistas
| Ouro   | BRA Brandonn Almeida |
| Prata  | CAN Luke Reilly      |
| Bronze | USA Max Williamson   |

## Recordes
Antes desta competição, os recordes mundiais e pan-americanos da prova eram os seguintes:
| Tipo                             | Atleta             | Tempo   | Local          | Data                 |
| -------------------------------- | ------------------ | ------- | -------------- | -------------------- |
|                                  | USA Michael Phelps | 4m03s84 | Pequim         | 10 de agosto de 2008 |
| Recorde dos Jogos Pan-Americanos | BRA Thiago Pereira | 4m11s14 | Rio de Janeiro | 17 de julho de 2007  |

## Resultados

### Eliminatórias
A eliminatória foi realizada em 16 de julho. 
| Pos. | Bateria | Raia | Nadador                | Nacionalidade      | Tempo     | Nota |
| ---- | ------- | ---- | ---------------------- | ------------------ | --------- | ---- |
| 1    | 2       | 5    | Max Williamson         | USA Estados Unidos | 4:17.92   | QA   |
| 2    | 2       | 4    | Michael Weiss          | USA Estados Unidos | 4:17.96   | QA   |
| 3    | 3       | 5    | Luke Reilly            | CAN Canadá         | 4:19.44   | QA   |
| 4    | 3       | 4    | Thiago Pereira         | BRA Brasil         | 4:19.92   | QA   |
| 5    | 1       | 4    | Brandonn Almeida       | BRA Brasil         | 4:20.59   | QA   |
| 6    | 3       | 3    | Carlos Omaña           | VEN Venezuela      | 4:20.84   | QA   |
| 7    | 2       | 3    | Tomas Peribonio        | ECU Equador        | 4:21.07   | QA   |
| 8    | 1       | 5    | Alec Page              | CAN Canadá         | 4:21.46   | QA   |
| 9    | 1       | 3    | Juan Sequera           | VEN Venezuela      | 4:25.69   | QB   |
| 10   | 1       | 6    | Esteban Paz            | ARG Argentina      | 4:27.37   | QB   |
| 11   | 3       | 6    | Juan Del Pino          | MEX México         | 4:28.37   | QB   |
| 12   | 2       | 6    | Christian Bayo         | PUR Porto Rico     | 4:28.54   | QB   |
| 13   | 1       | 2    | Rafael Alfaro          | ESA El Salvador    | 4:29.81   | QB   |
| 14   | 2       | 7    | Matías López           | PAR Paraguai       | 4:30.27   | QB,  |
| 15   | 3       | 1    | Esteban Araya          | CRC Costa Rica     | 4:31.52   | QB   |
| 16   | 3       | 2    | Luis Vega              | CUB Cuba           | 4:32.86   | QB   |
| 17   | 2       | 1    | Felipe Quiroz          | CHI Chile          | 4:36.65   |      |
| 18   | 3       | 7    | Jean Pierre Monteagudo | PER Peru           | 4:38.75   |      |
| 19   | 1       | 1    | Aldo Castillo Sulca    | BOL Bolívia        | 4:58.57   |      |
| 20   | 2       | 2    | Julio Olvera           | MEX México         | 9:99.99 ! | DSQ  |
| 20   | 1       | 7    | Yeziel Morales         | PUR Porto Rico     | 9:99.99 ! | DNS  |

### Final B
A final B foi realizada em 16 de julho. 
| Pos. | Raia | Nadador        | Nacionalidade   | Tempo   | Notas            |
| ---- | ---- | -------------- | --------------- | ------- | ---------------- |
| 9    | 4    | Juan Sequera   | VEN Venezuela   | 4:24.97 |                  |
| 10   | 3    | Juan Del Pino  | MEX México      | 4:26.29 |                  |
| 11   | 5    | Esteban Paz    | ARG Argentina   | 4:26.83 | Recorde nacional |
| 12   | 6    | Christian Bayo | PUR Porto Rico  | 4:27.15 | Recorde nacional |
| 13   | 2    | Rafael Alfaro  | ESA El Salvador | 4:27.40 |                  |
| 14   | 7    | Matías López   | PAR Paraguai    | 4:27.47 | Recorde nacional |
| 15   | 8    | Luis Vega      | CUB Cuba        | 4:28.18 |                  |
| 16   | 1    | Esteban Araya  | CRC Costa Rica  | 4:33.80 |                  |

### Final A
A final A foi realizada em 16 de julho.  Thiago Pereira inicialmente ganhou a medalha de ouro, o que tornaria o seu terceiro título consecutivo. No entanto, os juízes afirmaram que Pereira não conseguiu tocar a parede com as duas mãos ao mesmo tempo em uma de suas voltas, como previsto pelo livro de regras.
| Pos.              | Raia | Nadador          | Nacionalidade      | Tempo     | Notas            |
| ----------------- | ---- | ---------------- | ------------------ | --------- | ---------------- |
| Medalha de ouro   | 2    | Brandonn Almeida | BRA Brasil         | 4:14.47   |                  |
| Medalha de prata  | 3    | Luke Reilly      | CAN Canadá         | 4:16.16   |                  |
| Medalha de bronze | 4    | Max Williamson   | USA Estados Unidos | 4:16.91   |                  |
| 4                 | 5    | Michael Weiss    | USA Estados Unidos | 4:17.05   |                  |
| 5                 | 8    | Alec Page        | CAN Canadá         | 4:18.61   |                  |
| 6                 | 7    | Carlos Omaña     | VEN Venezuela      | 4:19.11   | Recorde nacional |
| 7                 | 1    | Tomas Peribonio  | ECU Equador        | 4:22.67   |                  |
| 8                 | 6    | Thiago Pereira   | BRA Brasil         | 9:99.99 ! | DSQ              |

Legenda
| Recorde mundial                  | Recorde mundial (World record)               |                       | Recorde africano                      | Recorde africano (African) |                                           | Q | Classificado por posição (Qualified) |
| Recorde dos Jogos Pan-Americanos | Recorde pan-americano (Pan-American record)  | Recorde da América    | Recorde da América (Americas)         | q                          | Classificado por melhor tempo (Qualified) |   |                                      |
| Melhor marca do ano              | Melhor marca do ano (World leading)          | Recorde asiático      | Recorde asiático (Asian)              | DNS                        | Não largou (Did not start)                |   |                                      |
| Recorde nacional                 | Recorde nacional (National record)           | Recorde europeu       | Recorde europeu (European)            | DNF                        | Não terminou (Did not finish)             |   |                                      |
| Recorde pessoal                  | Recorde pessoal do atleta (Personal best)    | Recorde da Oceania    | Recorde da Oceania (Oceania)          | DSQ / DQ                   | Desclassificado (Disqualified)            |   |                                      |
| Recorde da temporada             | Recorde da temporada do atleta (Season best) | Recorde sul-americano | Recorde sul-americano (South America) | NM                         | Sem marca (No mark)                       |   |                                      |